# Елк-Гарден (Західна Вірджинія)
Елк-Гарден (англ. Elk Garden) — місто (англ. town) в США, в окрузі Мінерал штату Західна Вірджинія. Населення — 212 особи (2020).

## Географія
Елк-Гарден розташований за координатами 39°23′10″ пн. ш. 79°9′20″ зх. д. / 39.38611° пн. ш. 79.15556° зх. д. (39.386228, -79.155556).  За даними Бюро перепису населення США в 2010 році місто мало площу 0,67 км², уся площа — суходіл.

## Демографія
Згідно з переписом 2010 року, у місті мешкали 232 особи в 92 домогосподарствах у складі 69 родин. Густота населення становила 348 осіб/км².  Було 108 помешкань (162/км²).
Расовий склад населення:
| - 98,3 % — білих |

До двох чи більше рас належало 1,7 %. Частка іспаномовних становила 0,0 % від усіх жителів.
За віковим діапазоном населення розподілялося таким чином: 22,8 % — особи молодші 18 років, 61,3 % — особи у віці 18—64 років, 15,9 % — особи у віці 65 років та старші. Медіана віку мешканця становила 41,0 року. На 100 осіб жіночої статі у місті припадало 107,1 чоловіків;  на 100 жінок у віці від 18 років та старших — 101,1 чоловіків також старших 18 років.
Середній дохід на одне домашнє господарство  становив 26 904 долари США (медіана — 17 813), а середній дохід на одну сім'ю — 41 874 долари (медіана — 45 625). Медіана доходів становила 41 667 доларів для чоловіків та 41 250 доларів для жінок. За межею бідності перебувало 21,7 % осіб, у тому числі 12,5 % дітей у віці до 18 років та 26,5 % осіб у віці 65 років та старших.
Цивільне працевлаштоване населення становило 42 особи. Основні галузі зайнятості: роздрібна торгівля — 21,4 %, транспорт — 19,0 %, освіта, охорона здоров'я та соціальна допомога — 19,0 %.